# Sinon

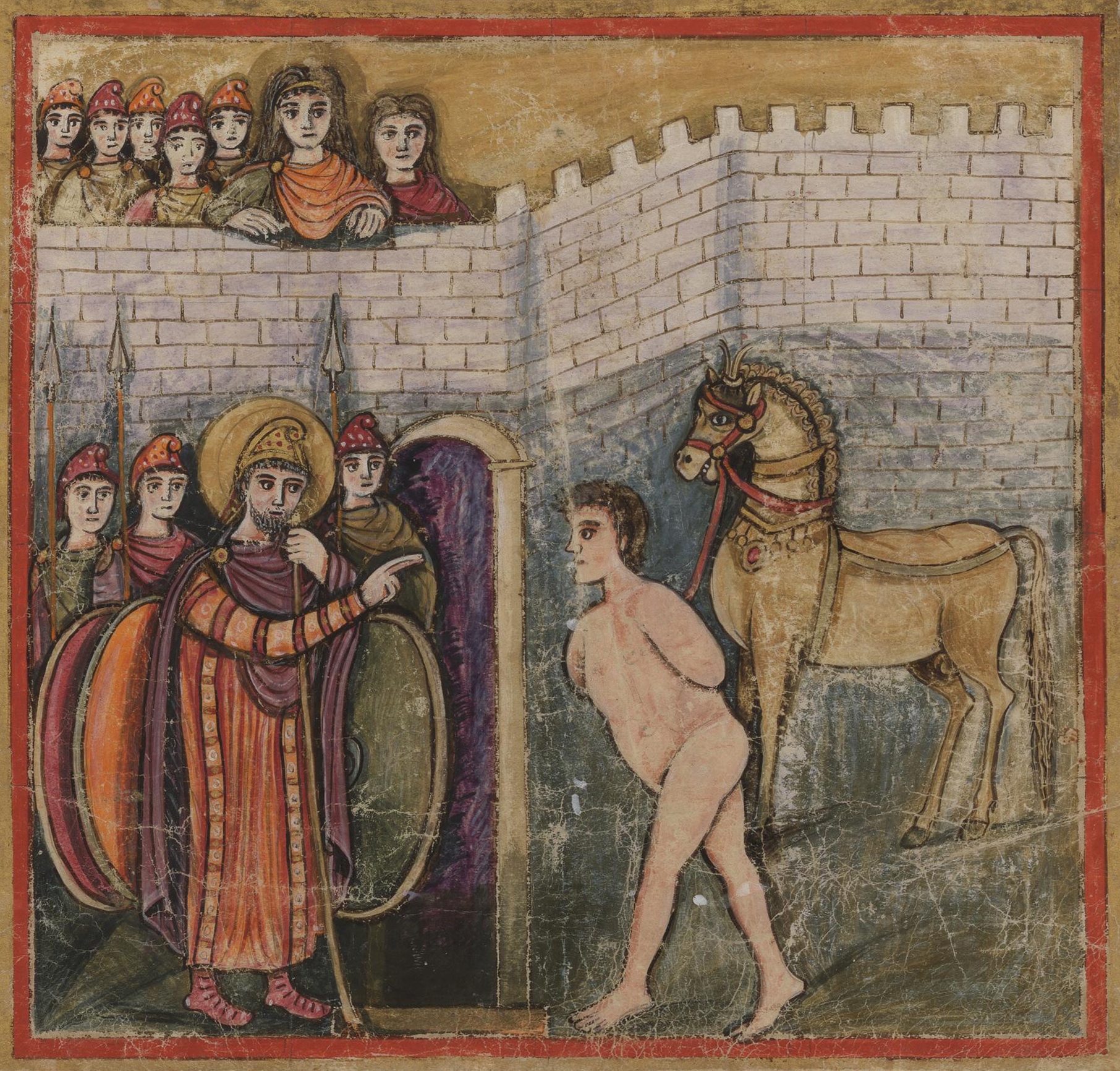
Sinon wird als Gefangener vor Priamos geführt, in Vergils Aeneis, Miniatur des Vergilius Romanus (Vatikanische Apostolische Bibliothek, Anfang 5. Jh.)

Sinon (altgriechisch Σίνων Sínōn, mögliche Kurzform für Sinopos, Gefährte des Odysseus) ist in der griechischen Mythologie ein griechischer Held und Kundschafter während des Trojanischen Krieges. Er ist der Sohn des Aisimos (Aesimus), des Onkels des Odysseus mütterlicherseits (Antikleia, damit Vetter Odysseus’), Enkel des berühmten Schwindlers Autolykos und der Amphithea.

## Einsicht
Sinon spielt eine Schlüsselrolle bei der Eroberung Trojas. Nachdem der Trojanische Krieg bereits zehn Jahre militärisch erfolglos geführt worden war, erkannten die Achaier, dass Troja eher durch eine List als durch Gewalt genommen werden könnte. Mit dieser Einsicht ersannen laut Homer die Achaier – bei Quintus von Smyrna allein Odysseus nach einer Weissagung des Sehers Kalchas – die List Troja zu erobern. Der beste Baumeister der Achaier, Epeios, solle ein hölzernes Pferd entwerfen, das später nach der Region um die Stadt Ilion („Troja“) als „Trojanisches Pferd“ bekannt wurde. Athene erschien ihm dann, Quintus zufolge, im Traum und gab die nötigen Anweisungen für den dreitägigen Bau.

„Wohlan denn, setzt den Hinterhalt, ihr welche unsere Mächtigsten seid, und der Rest wird sich zur geheiligten Burg Tenedos’ begeben und dort bleiben bis unsere Feinde in ihren Mauern uns mit dem Pferd angeeignet haben, wie erachtend, dass sie ein Geschenk zu Athena bringen.“

Im Pferd sollten die stärksten Achaier in die Stadt Troja gelangen, um den restlichen Achaiern, die all ihre Lager niederbrennen und ein Verlassen des Kampffeldes vortäuschen sollten, ein Leuchtsignal zum dann günstigen Stürmen der Festung zu geben. So fuhr die Mehrzahl der Achaier zur Insel Tenedos außerhalb der Sichtweite der Trojaner, ein einziger Mann sollte zurückbleiben, um den Trojanern das Pferd als Ersatz für das gestohlene Athenebildnis (Palladion) zu übergeben. Nur Sinon war mutig genug, diesen Plan auszuführen.

„Diese Aufgabe, nach der ihr sehnt, werde ich ausführen – ja, auch wenn sie mich foltern, auch wenn sie mich lebend ins Feuer stießen, denn mein Herz ist standhaft nicht zu flüchten, aber zu sterben durch die Hände der Feinde, ausgenommen ich kröne mit Ruhm eurem Wunsch.“

Er überzeugte die Trojaner, das „hölzerne Pferd der Griechen“ anzunehmen, indem er listig erzählte, dass dieses als Opfer für die Meeresgötter (Poseidon) und als Weihegeschenk für Athene zur Gewährung einer sicheren Rückkehr gedacht sei und dass er für eine gute Rückfahrt geopfert werden sollte, aber geflohen sei, sich an die Füße des Pferdes geklammert und damit in den Schutz Athenes begeben habe. Zur weiteren Vortäuschung des Rückzuges hinterließen die Achaier auf dem Pferd eingekerbt eine tückische Inschrift:

„Für ihre Rückkehr in die Heimat widmen die Achaier dieses Dankesopfer an Athena.“

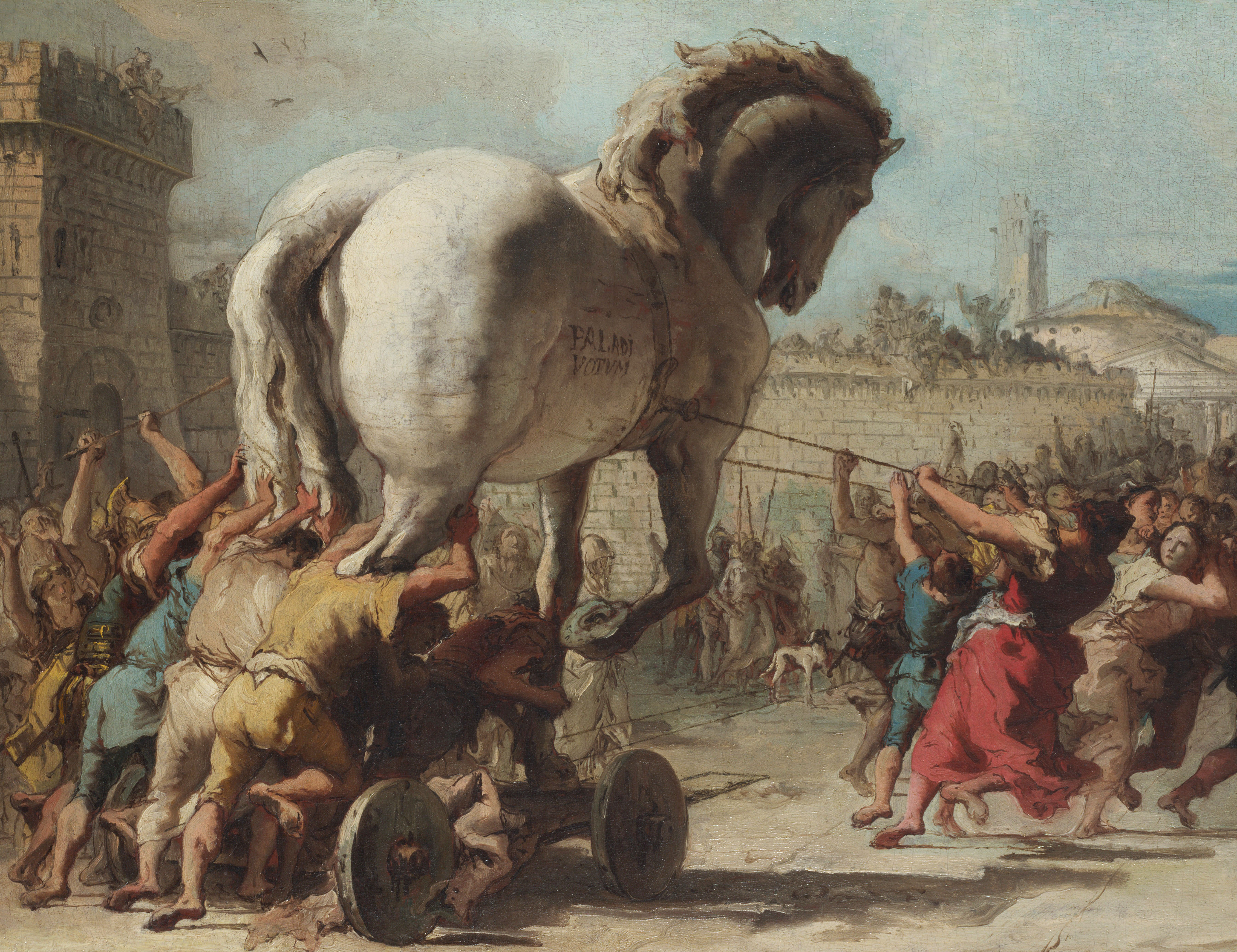
Der Zug des Trojanischen Pferdes von Tiepolo

Die Trojaner waren zunächst unschlüssig, ob sie das hölzerne Pferd verbrennen, aufschlitzen, die Klippe herunterwerfen oder als Weihgeschenk zur Besänftigung und Freude der Götter nach Troja ziehen sollten. Nach mancher Darstellung hatten sich die Trojaner unabhängig von Laokoons Auftreten für letzteres entschieden. Nach anderen Fassungen folgte auf Sinons Rede die Geschichte Laokoons, die mit dessen Bestrafung in Form der Tötung eines oder mehrerer seiner Kinder bzw. auch seinem eigenen Tod endet. Kassandra weissagt je nach Mythos entweder vor oder nach diesen Toden, dass nun Ilios’ Ende bevorstehe; die Trojaner aber ignorierten diese Warnung. Kassandra ergriff daraufhin laut Quintus eine Fackel und eine Doppelaxt, um den Trug im Pferd aufzudecken, doch sie wurde von den Landsleuten daran gehindert und floh – zur stillen Freude der Achaier im Pferd.

## Sinon gefangen
Laut Vergil wurde Sinon am Tag davor, als das Schicksal des hölzernen Pferdes, ob es zu zerstören oder zu behalten sei, noch nicht entschieden war, von einigen trojanischen Hirten gefangen genommen und gefesselt vor König Priamos geführt. Dies geschah außerhalb der Stadt, als dieser mit den Trojanern über das hölzerne Pferd beratschlagte und Laokoons Eingreifen das Gelingen der List zu gefährden drohte, indem er das Pferd mit seinem Speer traf und seine Landsleute vor dem „Danaergeschenk“ warnte:

„Traut nicht dem Pferde, Trojaner! Was immer es ist, ich fürchte die Danaer, selbst wenn sie Geschenke bringen.“

Die Trojaner verspotteten ihn. Sinon hatte sich seinen Häschern absichtlich in den Weg gelegt (eine seiner Aufgaben war es, beim Pferd zu bleiben) und deutete mit wenigen Worten an, dass bei den Griechen kein Platz mehr für ihn sei. Aufgefordert, mehr zu sagen, nannte er seinen Namen, leugnete keineswegs, dass er einer der Achaier sei, aber schwor, die ganze Wahrheit zu sagen, beteuernd:

„… wenn Fortuna Sinon für die Tragik bestimmt hat, so sollte Sie mich nicht auch noch leichtfertig zu einem Lügner formen.“

## Untaten der Achaier

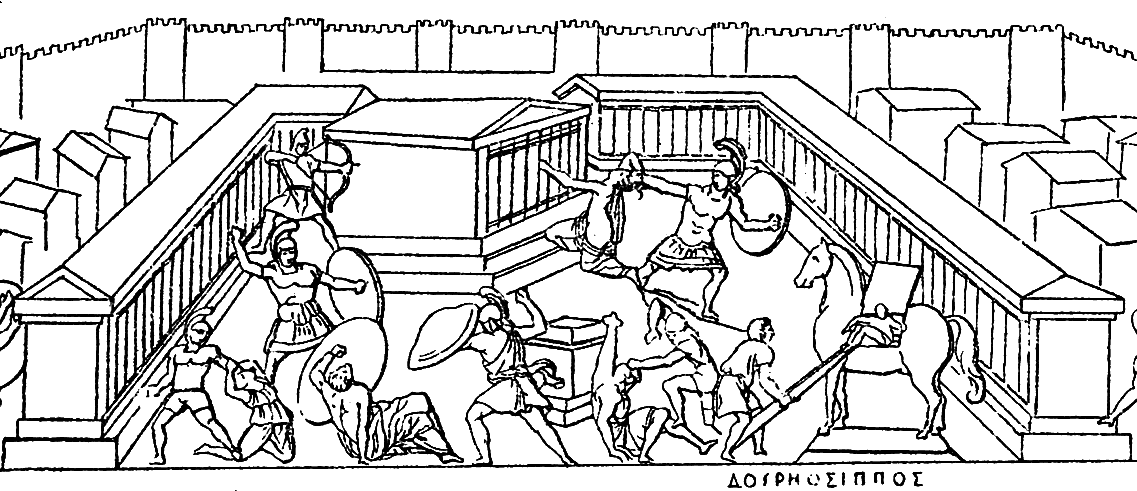
Tabula Iliaca Capitolina, Sinon beim hölzernen Pferd, Inschrift: ΔΟΥΡΗΟΣ ΙΠΠΟΣ
(nach einem röm. Kalksteinrelief, 1. Jh. v. Chr.)

Sinon begann seine Rede mit dem Hinweis auf das Schicksal des dem Kriege abholden Palamedes, den die Achaier (Griechen) als Verräter hingerichtet hatten, da er gegen den Krieg gewesen sei. Er stellte sich als Gefährten und Blutsverwandten des Palamedes vor, dem er als Knappe gedient habe, und sei, als dieser durch Odysseus’ Intrigen starb, ruiniert worden. In seiner Bitterkeit habe er gelobt, sich später an dem Schuldigen zu rächen. Unvorsichtige Äußerungen des Rachebedürfnisses hätten auch ihm Odysseus’ Feindschaft zugezogen, der ihn mit Hilfe des prominenten Kalchas, der sich von ihm beeinflussen ließ, durch Verleumdungen und Verschwörungen auf jede erdenkliche Weise ins Verderben trieb.
Als die Abfahrt beschlossen und das hölzerne Pferd schon errichtet war, habe ein Orakel auch für die Rückfahrt ein Menschenopfer gefordert. Von Kalchas im Bunde mit Odysseus sei nach listigem Zögern eben Sinon dazu auserwählt worden. Im letzten Augenblick sei es ihm gelungen zu entrinnen, in einem Sumpf habe er sich über Nacht versteckt gehalten. Nun sei er gefangen und bitte um Gnade. Gütig lässt ihm Priamos die Fesseln abnehmen und verspricht ihm Schutz und Leben. Doch soll er sogleich das Rätsel des Pferdes lösen. Nunmehr kommt er zu der Lügenerzählung (164–194), welche die Trojaner von der Notwendigkeit überzeugt, die angebliche Weihegabe für Athena in die Stadt zu holen, damit die unversehrte Präsenz des Pferdes innerhalb der Mauern von Troja den Sieg besiegeln würde. Den letzten Zweifel beseitigt das Strafgericht an Laokoon (199–238; vergleiche besonders 228ff.). Die Troer vertrauten Sinon, und Priamos begnadigt ihn, aber der König (wie andere auch) fragte genauer nach dem Pferd. Und hier wird berichtet, dass Sinon antwortete:

„Wenn Du es gestattest ihm an seiner Stelle verbleiben zu können, ist es bestimmt, dass der Speer der Achaier Troja erfassen wird, aber wenn Athena eine heilige Darbringung bei ihrem Schrein erhält, dann werden sie fliehen mit ihrem Anspruch unerfüllt.“

Als Priamos dies vernahm und glaubte, die Griechen seien davongesegelt, befahl er, das Pferd in die Stadt zu ziehen. Dies bedeutete schließlich – trotz der Warnungen Laokoons und Kassandras – das Ende der Trojaner und des Krieges. Nach der Version von Quintus rissen die Trojaner einen Teil der Mauer ein, um das Pferd unter lautem Jubel hereinzubringen.

## Das leuchtende Signal
Sinon öffnete noch in derselben Nacht in einem unbeobachteten Moment das Pferd (nach anderen Quellen Antenor und/oder Helena) und gab das verabredete Feuersignal zur Rückkehr der bei der Insel Tenedos wartenden Flotte der Achaier. Nach Apollodor und der kleinen Ilias steckte er die Signalfackel neben das Grab des Achilles außerhalb der Stadt, nach anderen leuchtete er von der Festung aus. (Bei Dares Phrygius ist Sinons Tätigkeit mit Antenors Verrat verknüpft und gerade das Weitergeben des Feuerzeichens konnte der Anlass sein, warum ihm in der Heurematographie specularum significatio als Erfindung zugeschrieben wurde.)

## Erwähnung
Sinon wird namentlich nicht in Homers Werken erwähnt, jedoch könnte eine Identifikation mit dem Odysseusgefährten Sinopos (Eponymos von Sinope) möglich sein, der in der Odyssee zusammen mit seinem Genossen Stesios ein Opfer der Skylla ist. Sein Beitrag zur Eroberung Trojas wird zuerst von Arktinos von Milet in dem größtenteils verlorenen Epos Iliu persis („Zerstörung Trojas“, 7. Jahrhundert v. Chr.) erwähnt.

## Rezeption
- William Shakespeare bezog sich auf Sinon bei einigen Gelegenheiten in seiner Arbeit mit ihm als Symbol des Hochverräters. Titus Andronicus (Kapitel 17)
- Dante Alighieri, Die Göttliche Komödie (Kapitel 30)
- 1986 wurde der Asteroid (3391) Sinon nach ihm benannt.[23]

## Sekundärliteratur
- Christian Habicht: Pausanias und seine „Beschreibung Griechenlands“. München 1985, ISBN 3-406-30829-5.
- Otto Höfer: Sinon. In: Wilhelm Heinrich Roscher (Hrsg.): Ausführliches Lexikon der griechischen und römischen Mythologie. Band 4, Leipzig 1915, Sp. 935–948 (Digitalisat).